# Proiectul celor 1000 de genomuri
Proiectul celor 1000 de genomuri, lansat în ianuarie 2008, este un efort internațional de a crea cel mai detaliat catalog al variației genetice umane. Cercetătorii au secvențiat ADN-ul a cel puțin 1000 de participanți anonimi aparținând diferitelor grupuri etnice, timp de 3 ani. În anul 2010, proiectul a ieșit din faza pilot, iar rezultatele au fost publicate în jurnalul Nature. În octombrie 2012, secvențierea a 1092 genomuri a fost anunțată în Nature.
Proiectul reunește echipe de cercetare interdisciplinare din institute aflate pe tot globul, cum ar fi din țări precum China, Italia, Japonia, Kenya, Nigeria, Peru sau Marea Britanie.
Prin crearea unei hărți a variației genetice, proiectul va fi o unealtă folositoare tuturor ariilor ce țin de științele biologiei, în special genetica, medicina, farmacologia, biochimia și bioinformatica.